# 宇城市立三角中学校
宇城市立三角中学校（うきしりつみすみちゅうがっこう）は、熊本県宇城市三角町波多にある公立中学校である。

## 概要
- 1947年4月 - 学制改革により三角町立三角中学校、戸馳村立戸馳中学校発足。
- 1955年（昭和30年） - 町村合併により三角町立三角中学校、三角町立戸馳中学校と改称
- 1962年（昭和37年） - 統合により三角町立三角中学校と改称
- 2002年4月 - 三角町立青海中学校と統合し三角町立三角中学校開校。
  - 8月 - 全国中体連男子ソフトボール大会出場。
- 2005年1月 - 宇城市立三角中学校と改称。

## 部活動
- 野球部
- サッカー部
- 陸上部
- バレー部
- バスケットボール部
- ソフトテニス部
- 柔道部
- 剣道部
- 吹奏楽部